# Сражение при Ассаме
Битва при Ассаме — решающее сражение в борьбе между войсками эфиопского императора Тэкле Гийоргиса II и восставшим против него его зятем, деджазмахом Касса Мерха, будущим императором Йоханнысом IV. Произошло 11 июля 1871 года в провинции Тиграи, у одного из притоков реки Вари.

## История противостояния
В результате гибели императора Эфиопии Теодроса II во время Англо-эфиопской войны 1868 года, на трон этой страны под именем Тэкле Гийоргис II взошёл один из крупнейших феодалов, Ваг шум Гобазе. Однако некоторые князья не поддержали нового властителя — в их числе рас провинции Шоа, будущий император Менелик II и Касса Мерха из провинции Тиграи. Менелик вскоре вступил в переговоры с Тэкле Гийоргисом, однако между Касса Мерха и императором в 1871 году началась вооружённая борьба.

## Ход военных действий
В июне 1871 года войска численностью в 60 тысяч человек во главе с императором выступили маршем в мятежную провинцию Тиграи. Первоначально Тэкле Гийоргис II не встречал серьёзного никакого сопротивления. При приближении армии императора к главному городу провинции Адуа, 21 июня, произошло сражение при Май Зулаву, длившееся целый день и не принесшее окончательной победы ни одной из сторон. Натолкнувшись на серьёзное сопротивление войск Касса Мерхи, императорская армия начала на следующий день свой отход в направлении реки Мареб. Однако вскоре была остановлена и окружена отрядами мятежников. В новом сражении 11 июля, начавшемся в 10:30 и длившемся всего два часа, победу одержал Касса. Император, во главе кавалерийского отряда попытавшийся прорвать центр неприятельского войска, был ранен и взят в плен, после чего его деморализованные воины начали тысячами сдаваться в плен (пленных оказалось 24.000 человек). 21 января 1872 года Касса объявил себя императором Эфиопии под именем Йоханныс IV.
Императорская армия в этой битве потеряла около 500 человек убитыми и более 1000 ранеными. Потери 12-тысячной армии Касса Мерха не установлены. Победа мятежников была обусловлена их превосходством над императорскими войсками в вооружении (Касса получил английское оружие за поддержку британцев в их войне с Теодросом в 1868, и в первую очередь — современную артиллерию), а также в мобильности и дисциплине — 60-тысячная армия императора в значительной степени состояла из слуг, маркитантов, наложниц и пр., сопровождавших это войско.